# Bacopa axillaris
Bacopa axillaris är en grobladsväxtart som först beskrevs av George Bentham, och fick sitt nu gällande namn av Paul Carpenter Standley. Bacopa axillaris ingår i släktet tjockbladssläktet, och familjen grobladsväxter. Inga underarter finns listade i Catalogue of Life.